# Cañaveral de León

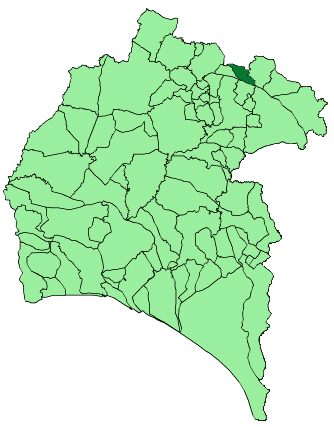
Localização de Cañaveral de León

Cañaveral de León é um município da Espanha na província de Huelva, comunidade autónoma da Andaluzia, de área 35 km² com população de 409 habitantes (2007) e densidade populacional de 12,54 hab/km².

## Demografia
| Variação demográfica do município entre 1991 e 2004 | Variação demográfica do município entre 1991 e 2004 | Variação demográfica do município entre 1991 e 2004 | Variação demográfica do município entre 1991 e 2004 |
| --------------------------------------------------- | --------------------------------------------------- | --------------------------------------------------- | --------------------------------------------------- |
| 1991                                                | 1996                                                | 2001                                                | 2004                                                |
| 586                                                 | 539                                                 | 481                                                 | 434                                                 |